# Папска непогрешивост
Папска непогрешивост је догма Католичке цркве која говори да папа не може погрешити када говори ex cathedra, о питањима вере и морала.
Ова догма је званично установљена и прихваћена на Првом ватиканском сабору, који је одржан 1869/1870, у време папе Пија IX и ретроактивна је.
Као потврду за непогрешивост папе, римокатолички теолози цитирају Јеванђеље по Матеју (28:18-21; 16:18), Јеванђеље по Јовану (14:15-16), Прву посланицу Тимотеју (3:14-15) и Дела апостолска (15:28), иако је јасно да се у њима уопште не говори о непогрешивости папе.
Отпор против те догме био је на сабору испочетка велики, али је на крају попустио. Са догмом о папској непогрешивости није се сложила сва Западна црква. Посебно оштро су устали против ње професори богословије и филозофије у Минхену са професором Делингером на челу. Међу противницима ове догме нашао се и Јосип Јурај Штросмајер. Из тога протеста развио се јачи покрет, те су многи иступили из Римске цркве. Тако је настао старокатолички покрет из кога је настала Старокатоличка црква. Она има својих следбеника у Немачкој, Аустрији, Швајцарској, Холандији, Француској и другде, а у новије доба и у Хрватској и Србији. Старокатолици примају у веру за обавезно само оно што је прихваћено седам васељенских сабора. То их у догматици изједначује са Православном црквом. Задржали су углавном западни обред, али се дозвољава и коришћење источног, зависно од месних прилика. Са Православном црквом одржавају везе. Познат је старокатолички Богословски факултет у Берну.